# 기타야치촌
기타야치촌(北谷地村)은 야마가타현 니시무라야마군에 설치되었던 촌이다. 현재의 가호쿠정, 무라야마시에 해당한다.